# Lista episoadelor din Black Bullet
Lista episoadelor din Black Bullet cuprinde episoadele din anime-ul Black Bullet, care într-un viitor apropiat, în care majoritatea oamenilor au fost răpuși de virusul numit Gastrea, în această lume cuprinsă de întuneric, Rentaro, un băiat care locuia în apropiere de Tokyo, membru al „Unității de Securitate Civilă”, organizație care luptă împotriva virusului, este folosit pentru a duce la capăt sarcini periculoase. Rentaro luptă alături de partenera lui, Enju, mulțumită puterilor lor specifice, până într-o zi când aceștia primesc o sarcină importantă din partea guvernului. Misiunea lor secretă e să evite distrugerea orașului Tokyo!

### Episoade

#### Black Bullet
Această listă cuprinde episoadele din anime-ul Black Bullet.
1. Ultima speranță
2. Masca nebuniei
3. Soarta copiilor
4. Glonțul negru
5. Asasinul Negru Purpuriu
6. Ironie tragică
7. În liniștea lunii
8. Momentul de la graniță
9. Protectorii barierei
10.  Lupta defensivă a zonei Tokyo
11. Inima taurului, sulița luminii
12. Momentul crucial
13. Cei care aspiră să fie Zei